# Phare du cap Foulwind
Le phare du cap Foulwind est un phare situé sur le cap Foulwind (région de West Coast - île du Sud), en Nouvelle-Zélande.
Le phare est enregistré par le Heritage New Zealand depuis septembre 1989  en tant que structure de catégorie II.

## Histoire
Le phare actuel, mis en service en 1926, a remplacé une tour en bois hexagonale construite en 1876. Sa lentille de Fresnel a été enlevée de la lanterne et la lumière actuelle est une balise Led montée sur le rail de galerie et alimentée par un panneau solaire. Il se trouve à 11 km à l'ouest de Wesport dans le district de Buller. Le site est ouvert mais le phare ne se visite pas. La plage alentour est connue pour sa colonie de phoques.

## Description
Le phare  est une tour cylindrique en béton, avec lanterne et galerie, de 9 m de haut. Le phare est peint en blanc. Il émet, à une hauteur focale de 70 m, un flash blanc toutes les 12 secondes. Sa portée nominale est de 9 milles nautiques (environ 16 km).
Identifiant : ARLHS : NZL-008 - Amirauté : K4486 - NGA : 5600 .

## Caractéristique dufeu maritime
Fréquence : 12 secondes (W)
- Lumière : 1 seconde
- Obscurité : 11 secondes

|          |
| Le phare |

|         |
| Panneau |

### Lien connexe
- Liste des phares de Nouvelle-Zélande